# Horqueta
Horqueta è una città del Paraguay, situata nel dipartimento di Concepción; la località forma uno degli 8 distretti del dipartimento.

## Popolazione
Al censimento del 2002 Horqueta contava una popolazione urbana di 9.946 abitanti (52.573 nell'intero distretto).

## Caratteristiche
I primi documenti che citano la città risalgono all'anno 1793, quando le autorità episcopali diedero il permesso di officiare la prima messa cattolica il giorno 10 maggio. Essendo al centro di una zona di forte produzione agricola, la maggior parte degli abitanti vivevano in piccoli agglomerati al di fuori della cerchia urbana.
Le principali coltivazioni sono cotone, sesamo, mais, fagioli, manioca e frutta; la città è conosciuta anche come la "capitale del Ka´a He´e" (Stevia rebaudiana). Nella zona è diffuso anche il piccolo artigianato.